# Marian Skałkowski
Marian Skałkowski, właśc. Maria Władysław Tomasz Skałkowski (ur. 29 grudnia 1924 w Toruniu, zm. 4 listopada 2015 w Katowicach) – polski architekt, przedstawiciel powojennego modernizmu.

## Życiorys
Był synem Adama oficera Wojska Polskiego i Marii z domu Schaetzel. Uczył się w Gimnazjum Ziemi Mazowieckiej oraz Kunstgewerbeschule w Krakowie (1940–1943).
Od 1943 roku kontynuował naukę w gimnazjum i liceum polskim w Balatonboglar, gdzie zdał egzamin maturalny.
Studiował w Akademii Sztuk Pięknych w Budapeszcie, następnie w Akademii Sztuk Pięknych w Krakowie oraz na Wydziale Architektury Akademii Górniczo-Hutniczej w Krakowie, którą ukończył w 1951 r.

## Kariera zawodowa
Pracował jako projektant w: Biurze Projektów Budownictwa Przemysłowego w Krakowie (1949–1952); „Miastoprojekcie” Katowice (1952–1991); Pracowni Sztuk Plastycznych w Katowicach (1956–1981).
W latach 1952–1953 wykładał w Technikum Budowlanym w Bytomiu.
W 1953 r. uzyskał uprawnienia budowlane, a w 1979 r. status architekta twórcy.
W 1991 r. przeszedł na emeryturę. Zmarł w Katowicach. Pochowany na Cmentarzu Komunalnym przy ul. Murckowskiej w Katowicach.

## Projekty i realizacje
- projekt odbudowy miast: Żory (1952–1953) i Opole (z Czesławem Thullie, 1953–1954)
- projekty osiedli z infrastrukturą społeczno-usługowa w: Czeladzi (1954–1956), Katowicach (ul. Mysłowicka, 1972–1973), Sosnowcu-Zagórzu (1973–1977), Sosnowcu-Klimontowie (1977–1990)
- budynek mieszkalno-handlowy „Delikatesy”, Katowice (współpraca – Franciszek Klimek; Nagroda III stopnia Komitetu Budownictwa Urbanistyki i Architektury, 1959–1962)
- dom meblowy „Domus”, Katowice (współpraca – Stanisław Kwaśniewicz, Jurand Jarecki, 1959–1960)
- dom mody „Elegancja”, Katowice (1965–1967)
- wieżowiec „Haperowiec”, Katowice (współpraca – Jurand Jarecki, 1965–1967)
- zespół usługowy tzw. Blok D, Katowice-Koszutka (współpraca – Stanisław Kwaśniewicz, 1970)
- wielobranżowy dom usługowy, Katowice ul. Ordona (1969–1970)
- biblioteka miejska, Rybnik (1988–1989)
- biblioteka miejska, Będzin (1973–1974)
- kościół św. Jadwigi Śląskiej, Rybnik-Nowiny (współpraca – A. i A. Czora, 1981–1983)
- kościół Bożego Ciała i św. Barbary, Rybnik-Niewiadom (1983–1987)
- kościół św. Jana Sarkandra, Paruszowiec (1989–1990)
- wydział filologiczny Uniwersytetu Śląskiego, Sosnowiec (1970–1974)
- pomnik Pamięci Ofiar Katynia, Katowice (z artystą rzeźbiarzem Stanisławem Hochułem)

Konkursy m.in.:
- projekt konkursowy na 15-izbową szkołę prefabrykowaną (z Tadeuszem Sadowskim, I wyróżnienie)
- projekt konkursowy na dom meblowy w Katowicach (I nagroda)
- projekt konkursowy na centralę handlu zagranicznego w Katowicach (z Jurandem Jareckim, I nagroda)
- projekt konkursowy na zabudowę śródmieścia Sosnowca (z Jędrzejem Baderem i Albinem Cieszyńskim, I wyróżnienie)
- projekt konkursowy na zabudowę śródmieścia Siemianowic Śląskich (z Jędrzejem Baderem i Albinem Cieszyńskim, I wyróżnienie)
- projekt konkursowy na zabudowę śródmieścia Katowic „Śródmieście Zachód II” (z Jędrzejem Baderem i Albinem Cieszyńskim, I nagroda)
- projekt konkursowy na Bibliotekę Śląską w Katowicach (z A. Czorą, wyróżnienie)
- projekt konkursowy na Muzeum Sztuki w Łodzi (ze Stanisławem Kwaśniewiczem i Albinem Cieszyńskim, I wyróżnienie, 1973)
- projekt koncepcyjny zagospodarowania przestrzennego Centralnego Ośrodka Usługowo-Dyspozycyjnego Wschodniego Rejonu GOP (z Jędrzejem Baderem i Albinem Cieszyńskim, I wyróżnienie, 1973)[1][2][3]

## Stowarzyszenia, organizacje
- członek SARP Katowice
- wiceprezes Zarządu Oddziału SARP (1971–1974)
- skarbnik Zarządu Oddziału SARP (1959–1961)
- wieloletni przewodniczący Koła Seniorów SARP
- rzeczoznawca SARP[1][3]

## Ordery i odznaczenia
- Złoty Krzyż Zasługi
- Srebrny Krzyż Zasługi (1973)
- Krzyż Kawalerski Orderu Odrodzenia Polski
- Złota Odznaka SARP (1977)
- Srebrna Odznaka SARP (1966)
- Medal ZO SARP „Za osiągnięcia w dziedzinie architektury” (1972)[1][3]

## Galeria zdjęć

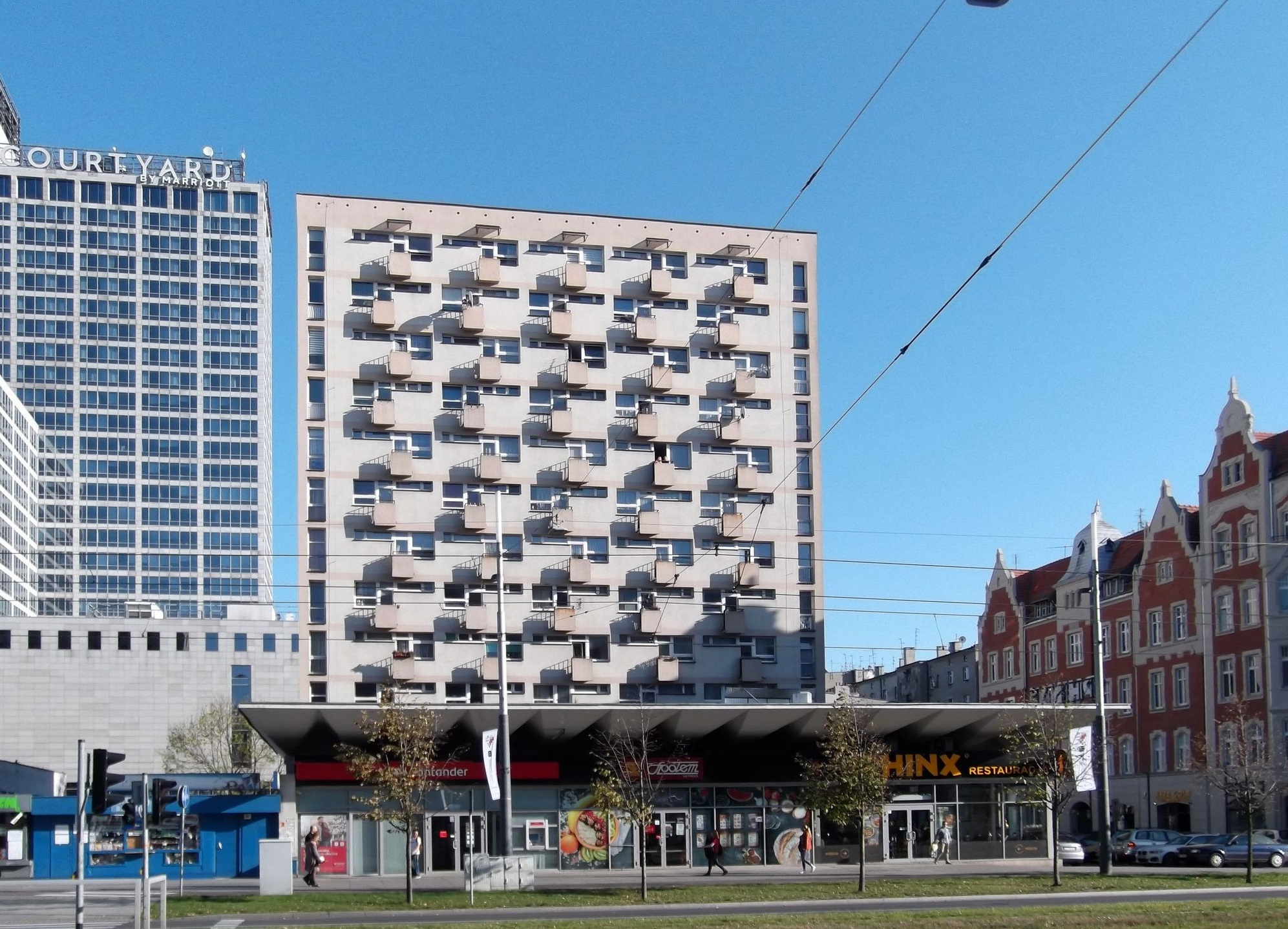
Budynek mieszkalno-handlowy „Delikatesy” w Katowicach (2019)
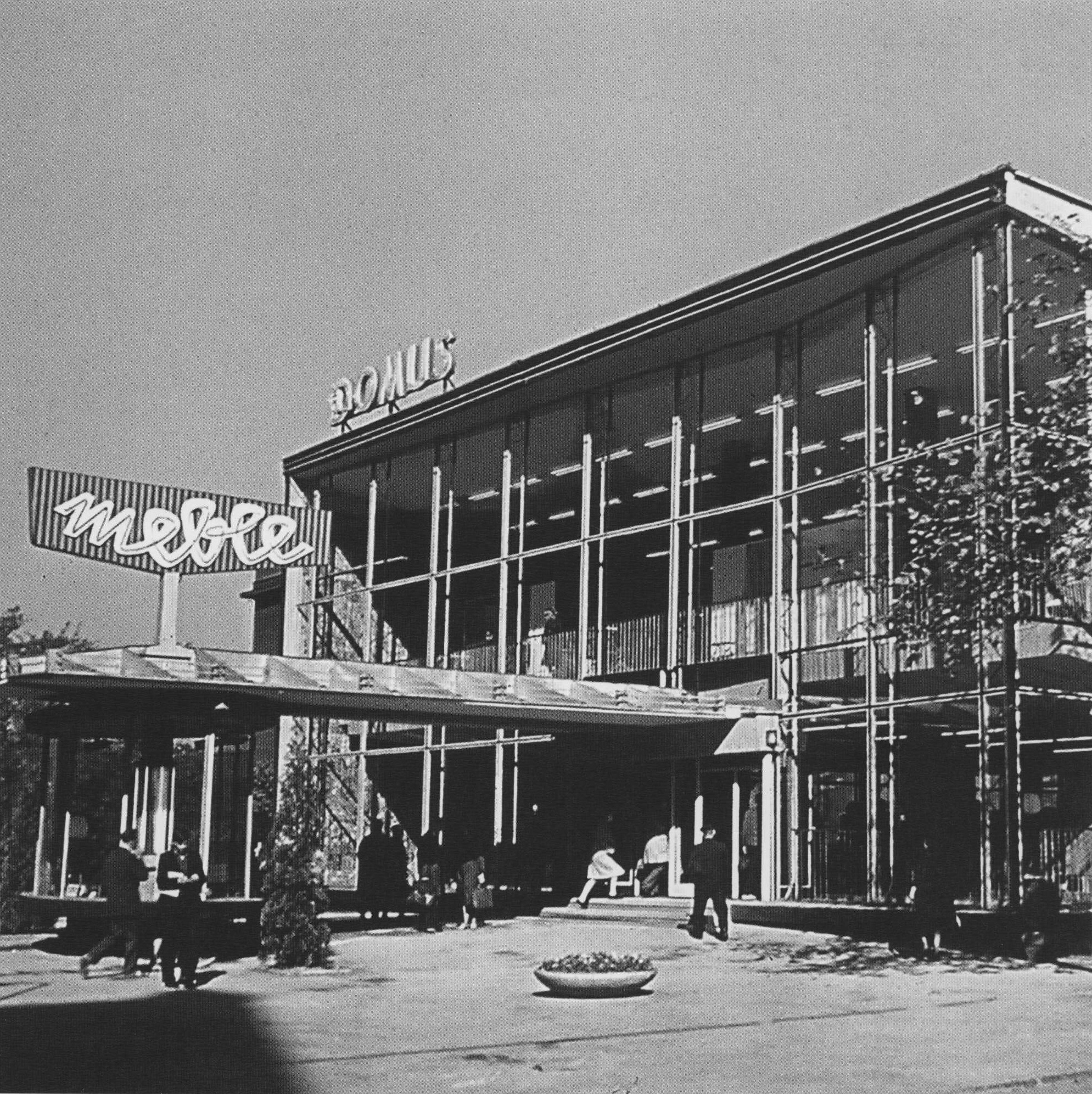
Dom meblowy „Domus” w Katowicach (1960)
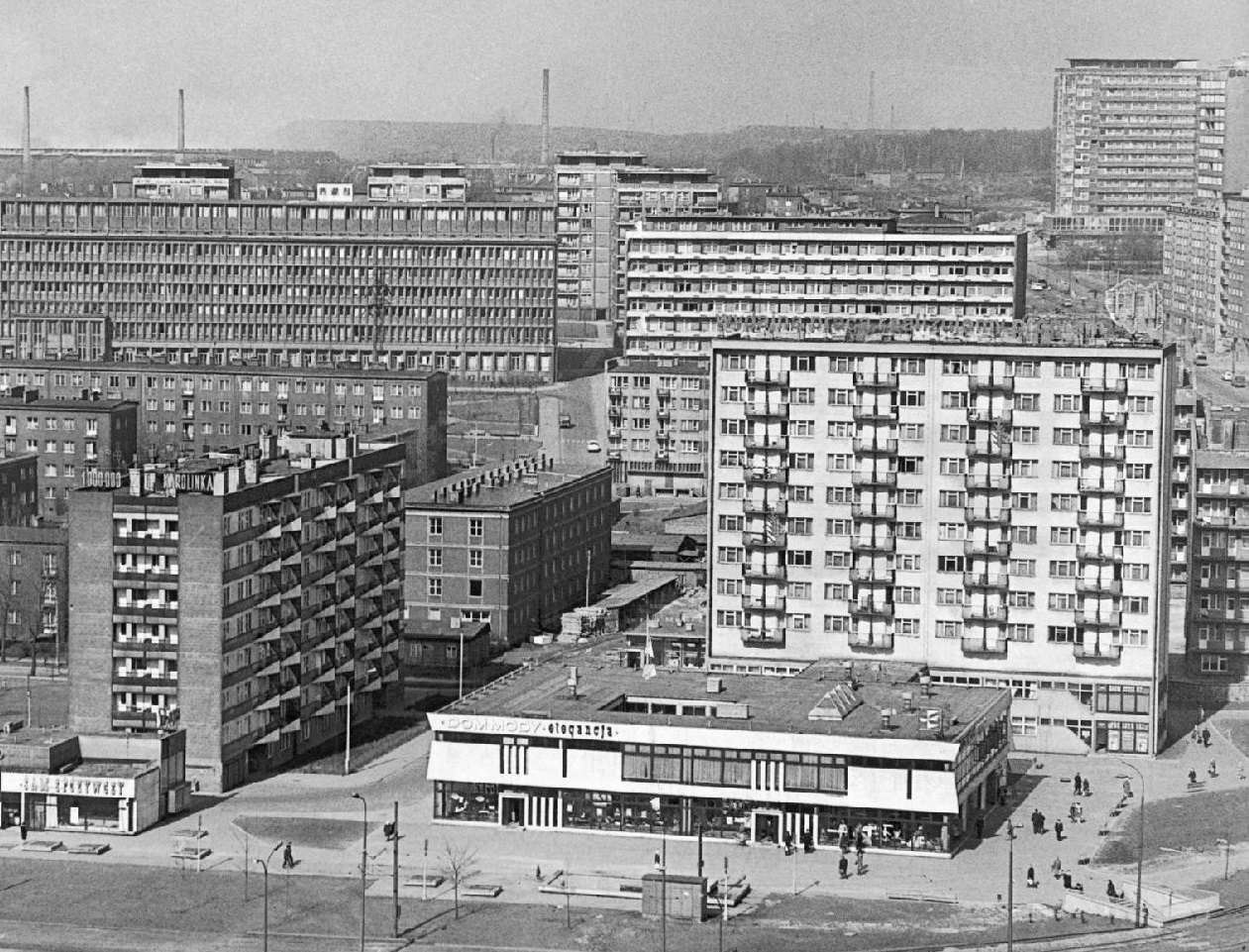
Dom mody „Elegancja” w Katowicach (1968)
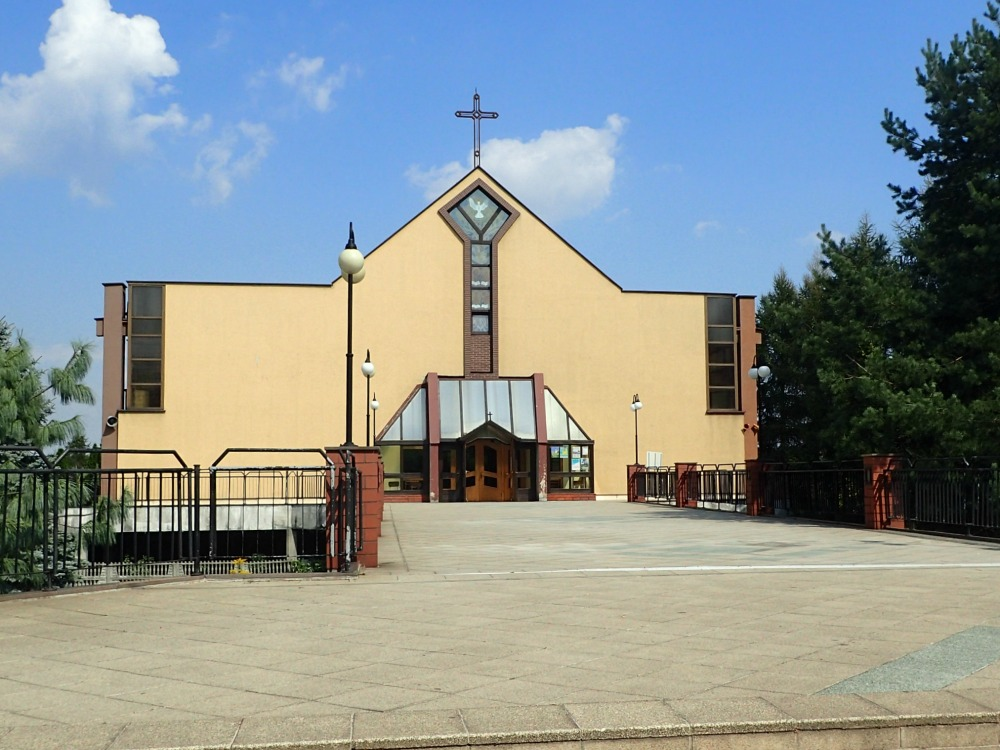
Kościół św. Jana Sarkandra w Rybniku Paruszowcu (2018)
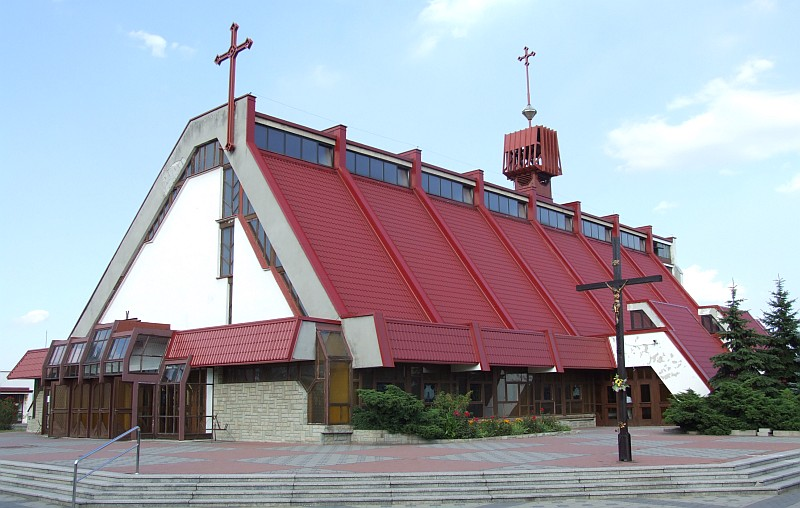
Kościół św. Jadwigi Śląskiej w Rybniku Nowinach (2018)
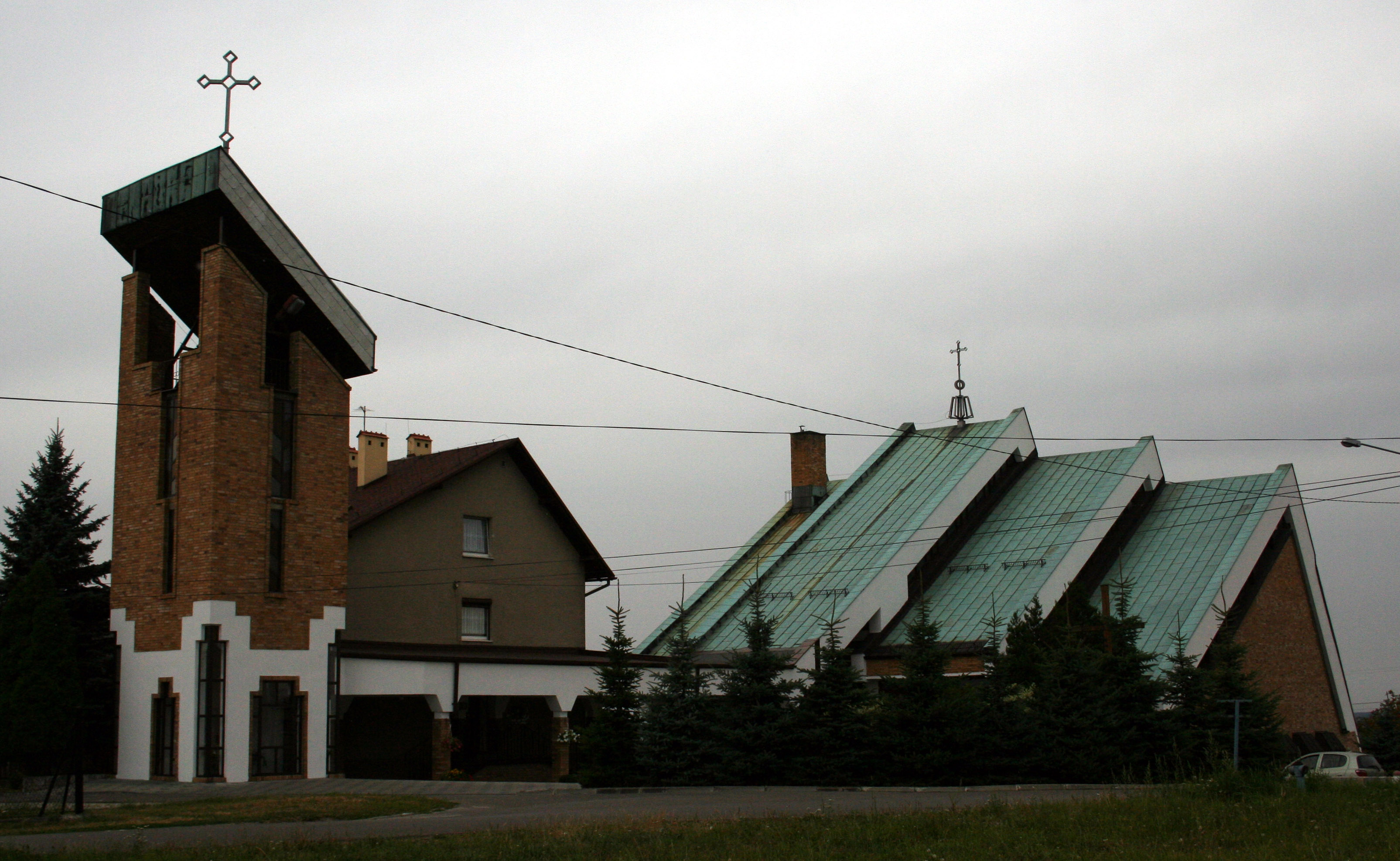
Kościół Bożego Ciała i św. Barbary w Rybniku Niewiadomiu (2006)
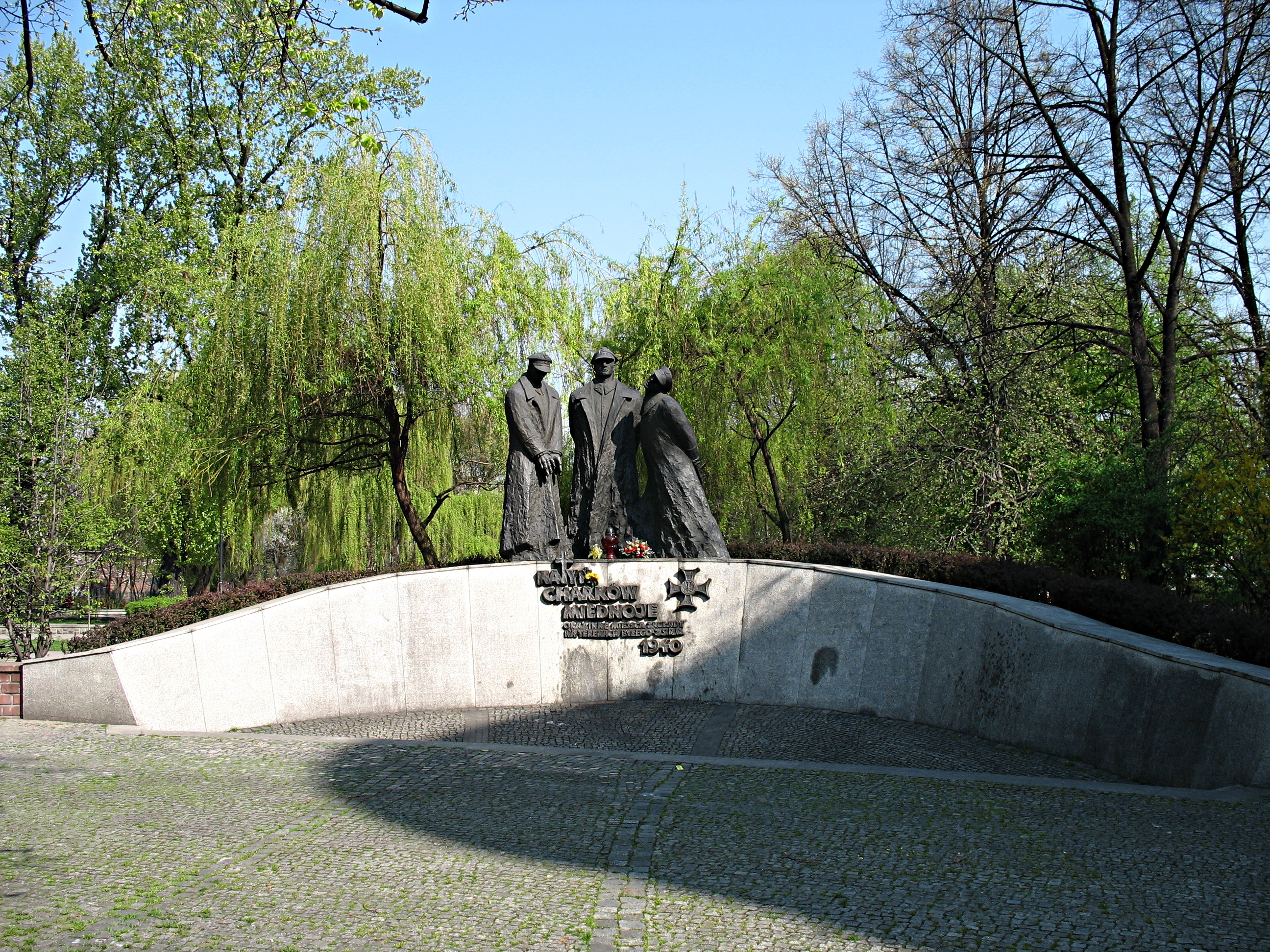
Pomnik Pamięci Ofiar Katynia w Katowicach (2006)
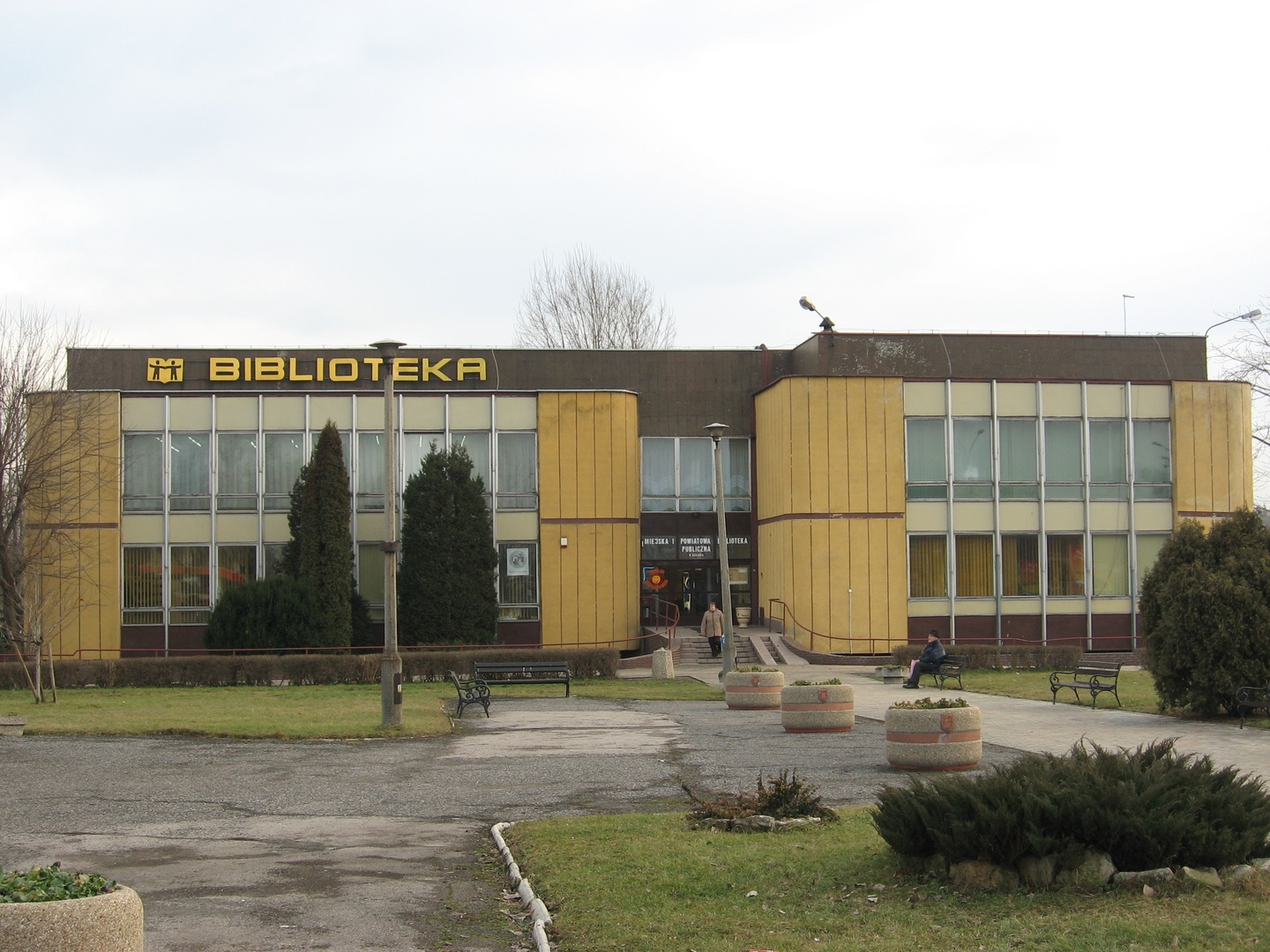
Miejska Biblioteka w Będzinie (2008)
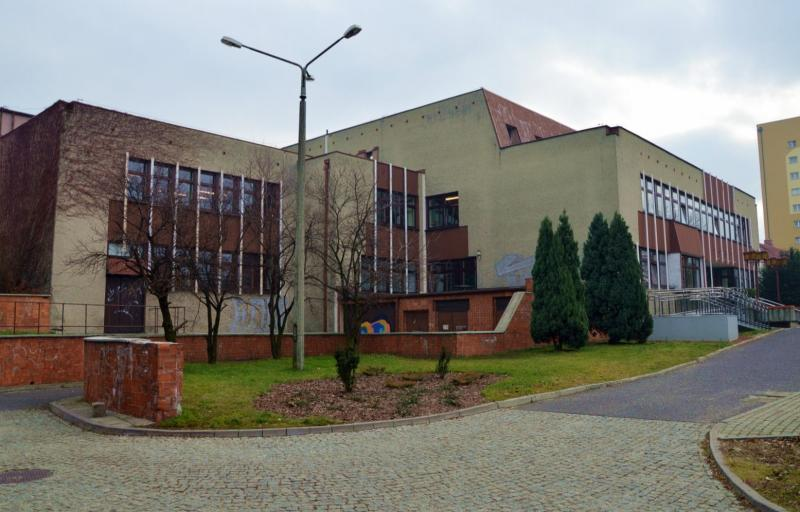
Gmach Powiatowej i Miejskiej Biblioteki w Rybniku (2010)